# 임광기
임광기(林光基, 1961년 5월 25일 ~ )는 대한민국 국회방송의 방송국장을 역임하고 파이낸셜투데이 부회장이다.

## 생애
1987년 언론계에 입문, SBS의 보도국 전국부, 사회부, 경제부, 편집부, 정치부 등을 두루 거쳤다.
1996년 2월 '산부인과 불법성감별'의 실태를 적나라하게 보도해 '이달의 기자상'을 받았고 그해 9월 한국방송대상 보도기자상을 수상했다. 2004년 미국 노스캐롤라이나 주립대학 객원연구원으로 1년간 유학했다. 2008년 10월부터 SBS 나이트라인의 팀장을 맡았으며 2010년 보도국 뉴미디어부장에 임명됐다.
2013년 1년간 국방대학교 안보과정에서 수학했고, 2014년 보도본부 선거방송기획단장을 맡아 6.3지방선거 선거방송을 총괄지휘했다. 이후 동년 8월부터 SBS 보도본부 논설위원으로 재직했으며 SBS 라디오 '뉴스레이다' 앵커를 맡았다.
2016년 1월 중앙언론동문상을 수상하였다. 그해 7월 3년 임기의 중앙대학교 언론동문회장으로 선출되었다.
2015년 12월부터 보도본부 부국장으로 재직했으며, 2016년 1월부터 퇴임시까지 '주영진의 뉴스브리핑' 고정 패널을 맡았다. 2018년 5월부터는 퇴임시까지 ‘오뉴스’ 고정 패널로 활동했다.
2019년 7월 국회사무처 국회방송국장 후보자추천위원회 추천과 국회인사위원회 의결을 거쳐 신임 국장으로 임명됐다.
2023년 국회방송 방송국장 임기를 마치고 퇴임, 이화여대 저널리즘스쿨에서 초빙교수로 기자지망생들을 대상으로 강의중이며 2023년 6월부터 종합경제온라인신문 파이낸셜투데이 부회장으로 재임중이다.

## 학력
- 수성고등학교
- 중앙대학교 신문방송학 학사
- 중앙대학교 신문방송대학원(방송전공) 석사
- 노스캐롤라이나주립대학교 채플힐 미디어저널리즘학과 객원연구원
- 국방대학교 안보과정 연수

## 경력
- 1987년 : 전남일보 기자
- 1991년 12월 ~ 2019년 7월 : SBS 기자 뉴미디어부장 선거방송기획단장 보도본부부국장 논설위원
- 2016년 7월 ~ 2019년 7월 : 중앙대학교 언론동문회장
- 2019년 7월 ~ 2022년 10월 : 국회방송 방송국장
- 2023년 3월 ~ : 이화여자대학교 저널리즘스쿨 초빙교수
- 2023년 6월 ~ : 파이낸셜투데이 부회장

## 수상
- 1996년 2월 한국기자협회 이달의 기자상
- 1996년 제23회 한국방송대상 보도부문 개인상
- 2016년 중앙대학교 중앙언론동문상

## 저서
- 1998년 음주문화 이대로는 안된다 (공저)
- 2005년 방송기사쓰기(공저)